# Franco Reviglio
Francesco Reviglio della Veneria, detto Franco (Torino, 3 febbraio 1935), è un economista, dirigente pubblico e politico italiano, esponente del Partito Socialista Italiano e più volte ministro della Repubblica Italiana.

## Biografia
È uno dei discendenti della famiglia dei conti di Lezzuolo e della Veneria. Ha frequentato il liceo classico Vittorio Alfieri a Torino e ha conseguito la laurea in giurisprudenza all'Università degli Studi di Torino. Nella stessa università, nel 1971, viene nominato professore ordinario di economia pubblica.
Ha ricoperto incarichi di primo piano, nella politica e nell'economia nazionale: è stato ministro delle finanze (1979-81) e ministro del bilancio e della programmazione economica e per gli Interventi straordinari nel Mezzogiorno (1992-93), nonché presidente e amministratore delegato dell'ENI dal 1983 al 1989. Durante la sua guida la struttura e le attività dell'ENI vengono ampiamente riorganizzate, e, anche attraverso la privatizzazione delle partecipate considerate improduttive, l'azienda ritrova stabilità rilanciandosi verso un nuovo periodo di crescita. Durante questo periodo Reviglio istituisce diverse iniziative di carattere scientifico e storico, tra cui la costituzione della Fondazione Mattei e dell'Archivio Storico dell'ENI.
Reviglio è ricordato soprattutto per la sua lotta all'evasione fiscale che intraprese durante il suo primo incarico di governo come ministro delle finanze.
Tra le varie misure introdotte vengono ricordate l'obbligatorietà dei registratori di cassa per i commercianti, il libro rosso degli evasori e la ricevuta fiscale, quest'ultima motivo per cui Reviglio è tutt'oggi considerato il "padre" dello scontrino in Italia.
Nel 1981, in qualità di ministro delle finanze, propose nel "Libro bianco" (anche se in forma "ventilata (...) quale semplice ipotesi riformatrice"), l'introduzione di un'imposta comunale sugli immobili.
Fu poi consigliere di amministrazione di Edipower e del consiglio generale della Fondazione di Venezia. Editorialista de Il Messaggero.
Tra i suoi collaboratori, da giovani, c'erano Giulio Tremonti, Domenico Siniscalco, Alberto Meomartini, Mario Baldassarri, Giuliano Segre e Franco Bernabè: furono tutti componenti di un brain trust che fu poi chiamato i "Reviglio boys" e che fu spesso associato ad idee liberalsocialiste.

## Incarichi
- Ministero del Tesoro, Commissione tecnica per la spesa pubblica, Presidente (1981-1983)
- Senatore (1992-1994)
- Università di Torino, Facoltà di Giurisprudenza, Assistente volontario (1959-1964)
- Fondo Monetario Internazionale, Washington DC, Economista (1964-1966)
- Università di Urbino (sede di Ancona), Professore incaricato (1966-1968)
- Università di Torino, Professore ordinario di Scienza delle finanze (1968-)
- Istituto Internazionale di Finanza Pubblica, Membro del Comitato esecutivo (1967-1969)
- Università di Torino, Membro del Consiglio di amministrazione (1971-1972)
- Ministero del Bilancio e della Programmazione economica, Consulente (1974-1979)
- Ministero delle Finanze, Commissione Tributaria Centrale, Membro (1976-1979)
- Ministero delle Finanze, Comitato tecnico per la riforma tributaria, Membro (1976-1979)
- Ministero del Bilancio, Comitato tecnico per la programmazione economica, Membro (1981-1989)
- Comune di Torino, Consigliere (1981-1983)
- Banca Wasserstein-Perella, Senior Advisor (1990-1992)
- Meesg (Middle-East Economic Strategy Group), Council for Foreign Relations, Membro (1994-1995)
- Università di Torino, Dipartimento di scienze economiche e finanziarie "Giuseppe Prato", Direttore (1995-2000)
- Fondo Monetario Internazionale, Washington, Visiting Fellow (settembre-dicembre 1999)
- Finmeccanica, Consigliere (Membro del comitato strategico) (2003-2005)
- Aem Torino (Azienda energetica metropolitana), Amministratore delegato (2000-2005)
- Aem Torino (Azienda energetica metropolitana), Presidente (2000-2006)
- Aes (Azienda energia e servizi), Presidente (2001-2006)
- Docente presso la SSST - Scuola di Studi Superiori dell'Università degli Studi di Torino
- Lehman Brothers, Senior Advisor (2002-giugno 2008)
- Corriere della Sera, La Stampa, L'Espresso e Il Sole-24 Ore, editorialista (1978-1996)
- ESCP Europe, Professore in Economia Pubblica (2005-)
- Fondazione per gli Alti Studi sull'Arte (FASA), Presidente (2008-2009)

## Opere
Autore di numerosi saggi pubblicati in riviste italiane e straniere e di alcuni libri, tra cui:
- (con F. Forte), La finanza della sicurezza sociale., Utet, Torino 1969
- Spesa pubblica e stagnazione dell'economia italiana, Il Mulino, Bologna 1977
- (con E.Gerelli, a cura di), Per una politica della spesa pubblica, Angeli 1978
- Le chiavi del 2000, Mondadori, Milano 1990
- Meno Stato più Mercato, Mondadori, Milano 1994
- Lo Stato imperfetto, Rizzoli, Milano 1996
- Come siamo entrati in Europa e perché potremmo uscirne, Utet, Torino 1998
- Sanità. Senza vincoli di spesa?, Il Mulino, Bologna 1999
- Istituzioni di economia pubblica, 2 ed., Giappichelli, Torino 2005
- Per restare in Europa. Ridurre l'evasione e riformare la spesa pubblica, Utet, Torino 2006
- La spesa pubblica, Marsilio Editore, Venezia 2007
- Goodbye Keynes?, Guerini e Associati, Milano 2010